# Caihong
Caihong – rodzaj małych dinozaurów zaliczanych do Paraves, zamieszkujący tereny chińskiej formacji Tiaojishan (powiat Qinglong, prowincja Hebei), w okresie środkowo-późnej jury. Takson został po raz pierwszy opisany w 2018 na łamach „Nature Communications”.
Ten nowo odkryty teropod wykazuje szereg cech morfologicznych, jakich nie odnotowywano u wcześniej opisanych Paraves. Szczególną uwagę badaczy zwróciło barwne upierzenie. Nazwa rodzajowa Caihong pochodzi z języka mandaryńskiego („tęcza”) i odnosi się wybarwienia, zaś epitet gatunkowy juji powstał z połączenia słów ju („duży”) i ji („grzebień”) i stanowi aluzję do kościstego grzebienia na głowie zwierzęcia. Odtworzenie wybarwienia piór zwierzęcia było możliwe dzięki analizie melanosomów zawierających pigment.